# Osteocephalus festae
Osteocephalus festae es una especie de anfibio anuro de la familia Hylidae.

## Distribución geográfica
Esta especie se encuentra entre los 1000 y 2200 m sobre el nivel del mar en:
- Ecuador en las provincias de Loja, Morona-Santiago y Napo;
- Perú en las provincias de Rioja y Mariscal Cáceres en la región de San Martín.[2]

## Etimología
Esta especie lleva el nombre en honor a Enrico Festa (1868–1939).

## Publicación original
- Peracca, 1904: Viaggio del Dr. Enrico Festa nell Ecuador e regioni vicine: Reptili ed Amfibii. Bollettino dei Musei di zoologia e anatomia comparata della Università di Torino, vol. 19, n.º 465, p. 1-41[3]